# Carlo Bonomi
Carlo Bonomi (12. března 1937 Milán – 6. srpna 2022 Milán) byl italský dabér.

## Život
Proslavil se jako hlasový herec, který nadaboval animované postavičky La Linea a mnoho dalších postaviček Carosello. Daboval také všechny postavy v animovaném seriálu Pingu a Barnabáše (Rigodon) v animovaném seriálu Willy Fog na cestě kolem světa. Mezi jeho dabingy herců patří i Frank Morgan ve filmu Čaroděj ze země Oz (Prof. Marvel / Mago di Oz). V seriálu Kaibutsu-kun daboval Bema, Carlettova monstrózního nepřítele.
Poskytl také hlas neodolatelnému smíchu Stripyho, hvězdě znělky kultovního pořadu RSI Scacciapensieri.
Zemřel 6. srpna 2022 v Miláně ve věku 85 let.
V případě Linea i Pingu používal jazyky, které si sám vymyslel a které vznikly napodobováním různých zvuků a používáním onomatopoií nebo asonancí s existujícími jazyky, což je technika, kterou lze vysledovat až ke grammelotu.
V roce 1985 nahrál hlášení na nádraží Milano Centrale a na nádraží Firenze Santa Maria Novella, která se používala až do prosince 2008.

### Osobní život
Měl tři dcery: Paolu, Stefanii a Lauru.

## Dabing

### Kinematografie
- Frank Morgan – Čaroděj ze země Oz (úprava 1985)
- Dom DeLuise – Munchie

### Animované filmy/pořady
- Pingu a všechny ostatní postavy – Pingu
- La Linea od Osvalda Cavandoliho
- J. Jonah Jameson – Spider-Man a Spider-Man and His Amazing Friends
- všechny postavy Liliputu od Bruna Bozzetta
- Scacciapensieri (Stripy pro zahraniční verzi) a všechny postavy Bruna Bozzetta
- všechny postavy z filmů Il signor Rossi cerca la felicità, I sogni del signor Rossi a Le vacanze del signor Rossi
- Maestro – Byl jednou jeden… život
- všechny postavy krátkého filmu Baby Story od Bruna Bozzetta
- všechny postavy Topolino show
- Barnabáš (Rigodon) – Willy Fog na cestě kolem světa
- všechny postavy Le più belle fiabe del mondo
- Armando (3. hlas) – Le Avventure di Pimpa

### Televizní pořady
- voiceover v cyklech Motta, Gio Condor, Lagostina, Pennelli Cinghiale
- Sebastian Cabot – Family Affair
- Edward Platt v 2. a 5. řadě  Get Smart

### Videohry
- Mr. Shickadance a Phatteus Lardus – Ace Ventura[5]
- Signor Wombat a Splodge – Blinky Bill e la caverna dei fantasmi[6]
- Stradino, Flap, velmistr Neotemplářů (2. hlas) a Imbianchino – Broken Sword: The Shadow of the Templars[7]
- Gendarme, Laine, Custode, Pablo, Titipoco a profesor Oubier – Broken Sword II: The Smoking Mirror[8]
- Shen Gun a Wolf – L'enigma di Master Lu[9]
- uklízeč a Barry – Evidence[10]
- ministr, Gardon, lovec odměn a vynálezce – The Feeble Files[11]
- žebrák a Melchior Fregapopulus – Fuzzy & Floppy - Il furto della Rotonda[12]
- Junior, Frankenstein, Igor a slepec – Hollywood Monsters[13]
- Thelos il vasaio a Dulzdin il Lama – The Journeyman Project 3 - Il retaggio del tempo[14]

## Filmografie
- La freccia nera, režie Anton Giulio Majano – televizní miniseriál (1968)
- Le mie prigioni (1969)
- Pingu (1990)
- Pingu at the Wedding - Party (1997)

## Diskografie (výběr)
- 1981 – různí autoři – Le meravigliose avventure del bambino più bello del mondo (Iskon, KC 108001/2, 2 LP)